# Drowning Man
Drowning Man – piosenka rockowej grupy U2, pochodząca z wydanego w 1983 roku albumu War. Różni się ona od pozostałych utworów z płyty, będąc cichą, atmosferyczną piosenką. Nie została ona nigdy wykonana na żywo, jednak podczas kilku koncertów w ramach trasy War Tour Bono dołączył jeden z wersów „Drowning Man”: „hold on, hold on tightly”. do piosenki „11 O’Clock Tick Tock”. Istnieją także niepotwierdzone informacje, że U2 zagrało utwór w trakcie koncertu w Salt Lake City 3 czerwca 1983.